# Hartbladige els
De hartbladige els (Alnus cordata, synoniem: Alnus cordifolia) of Italiaanse els is een plant uit de berkenfamilie (Betulaceae) De soort is afkomstig van Corsica, het zuiden van Italië en de Kaukasus. De boom wordt 10–15 m hoog.
De bladeren zijn hartvormig, 5–10 cm lang en spits. Ze zijn zeer fijn gezaagd. De jonge bladeren zijn kleverig, later lederachtig, bovenaan glanzend, diepgroen en kaal. Onderaan zijn ze bleker groen. De vijf tot zeven nervenparen zijn onderaan geelbruin behaard.
De proppen (vrouwelijke bloeiwijzen) zijn alleenstaand en worden 2–3 cm groot. Daarnaast komen katjes met mannelijke bloempjes op dezelfde boom voor. De boom is een snelle groeier, stelt weinig eisen aan de grond en groeit goed op droge, kalkrijke grond.